# Нерахер, Карл
Карл Нерахер (нем. Karl Neracher; 1909, Цюрих — 1994) — швейцарский скрипач.
По настоянию семьи не получил систематического музыкального образования, некоторое время занимался бизнесом. Частным образом учился игре на скрипке у различных педагогов, в том числе у Штефи Гейер. Играл в кинозалах, ресторанах и дансингах, с 1932 года время от времени приглашался на замену для концертов Санкт-Галленского камерного оркестра, с 1935 г. постоянный участник оркестра, в 1946—1975 гг. его концертмейстер. Руководил также Санкт-Галленским струнным квартетом. В поздние годы музыкальный обозреватель газеты St. Gallen Tagblatt.
Наиболее известен как первый исполнитель первой редакции Траурного концерта для скрипки с оркестром Карла Амадеуса Хартмана 26 февраля 1940 года в Санкт-Галлене.
Лауреат Почётной премии Санкт-Галлена (1966).
Дочь — Моника Гайссер (нем. Monika Geisser; 1943—2009), художник-керамист.